# Бандарра, Антониу Гонсалвис де

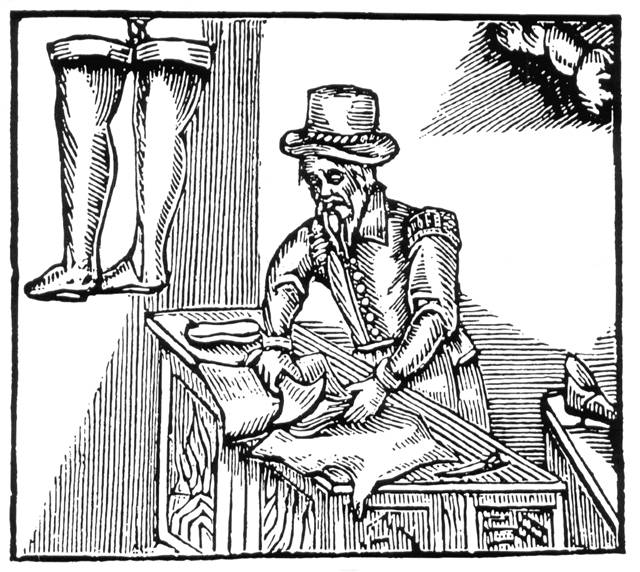

Антониу Гонсалвис де Бандарра (порт. António Gonçalves de Bandarra; 1500, Транкозу — 1556, там же) — португальский поэт, прозаик, мистик XVI века, толкователь Ветхого Завета, сапожник по профессии.

## Биография
Родился в богатой семье марранов, но потерял состояние. Предположительно, еврейского происхождения. Посвятил себя астрологии и популяризации в стихах пророчеств мессианского характера, известных примерно с 1531 года.
Обладал талантом «ясновидения», предсказывал будущее Португалии, на родине его сравнивали с Нострадамусом.
Хорошо знал Священные тексты Ветхого Завета, на основании которых создал свои собственные предсказания. В зрелом возрасте по просьбе ряда христианских мистиков и теологов переехал в Лиссабон. В 1538 году стихи Бандарры, в которых скромный ремесленник по-своему истолковал библейские тексты, разошлись по всей Португалии. Вскоре поэтический сборник попал в руки Святой Инквизиции.
Был обвинён португальской инквизицией в иудаизме. Его сочинения были внесены в индекс запрещённых книг, так как вызывали интерес особенно у новых христиан, иудеев обращённых в христианство.
Считается, что его процесс продолжался 3 года, в 1541 г. состоялся суд. А. Гонсалвис де Бандарра предстал перед христианским судом. Гонсалу Анеша приговорили к покаянию на аутодафе и отпустили с миром, но автор был вынужден прекратить толкование Библии или затрагивать вопросы теологии, вести беседы на любые, связанные с Библией темы. Бандарра вернулся в Транкозу, где прожил еще некоторое время на иждивении двоих дочерей.
Умер в 1556 году. Захоронен в местной церкви Сао Педро. В XVIII веке инквизиция распорядилась стереть с надгробной плиты имя поэта-сапожника.
В 1603 году в Париже вышла книга с пророческими стихами Бандарры, отпечатанная на средства племянника 4-го вице-короля Индии Жоао де Каштру.

## Память
- В Транкозу в 2000 году был установлен памятник поэту-сапожнику.